# Тепловское муниципальное образование (Перелюбский район)
Тепловское сельское поселение — муниципальное образование в составе Перелюбского района Саратовской области. Административный центр — посёлок Тепловский. На территории поселения находятся 4 населённых пункта — 3 посёлка, 1 деревня .

## Населённые пункты
- посёлок Тепловский — административный центр;
- посёлок Ковыльный;
- посёлок Кожевский;
- деревня Даниловка;

Главой поселения является Глазков Александр Петрович.